# Georgi Sichinava
Georgi Vladimirovitch Sichinava (géorgien : გიორგი სიჭინავა et russe : Георгий Владимирович Сичинава), né le 15 septembre 1944 à Gagra à l'époque en URSS et aujourd'hui en Géorgie, est un joueur de football international soviétique (géorgien d'origine abkhaze), qui évoluait au poste de milieu de terrain.

## Biographie

### Carrière en club
Avec le club du Dinamo Tbilissi, il remporte un championnat d'URSS, et atteint la finale de la Coupe d'URSS en 1960, en étant battu par le Torpedo Moscou.
Il dispute un total de 162 matchs en première division soviétique, inscrivant 8 buts.

### Carrière en sélection
Avec l'équipe d'Union soviétique, il joue 8 matchs, sans inscrire de but, entre 1964 et 1966. 
Il joue son premier match en équipe nationale le 22 novembre 1964 contre la Yougoslavie, et son dernier le 18 septembre 1966 face à cette même équipe.
Il figure dans le groupe des sélectionnés lors de la Coupe du monde de 1966. Lors du mondial organisé en Angleterre, il joue deux matchs : contre la Corée du Nord et le Portugal.

## Statistiques
| Saison                | Club                  | Championnat           | Championnat | Championnat | Coupe(s) nationale(s) | Coupe(s) nationale(s) | Total | Total |
| Saison                | Club                  | Division              | M.          | B.          | M.                    | B.                    | M.    | B.    |
| 1960                  | Dinamo Tbilissi       | D1                    | 1           | 0           | -                     | -                     | 1     | 0     |
| 1961                  | Dinamo Tbilissi       | D1                    | 25          | 0           | 2                     | 0                     | 27    | 0     |
| 1962                  | Dinamo Tbilissi       | D1                    | 29          | 3           | 2                     | 1                     | 31    | 4     |
| 1963                  | Dinamo Tbilissi       | D1                    | 9           | 0           | -                     | -                     | 9     | 0     |
| 1964                  | Dinamo Tbilissi       | D1                    | 33          | 2           | 2                     | 0                     | 35    | 2     |
| 1965                  | Dinamo Tbilissi       | D1                    | 21          | 1           | 3                     | 0                     | 24    | 1     |
| 1966                  | Dinamo Tbilissi       | D1                    | 11          | 0           | -                     | -                     | 11    | 0     |
| 1967                  | Dinamo Tbilissi       | D1                    | 13          | 1           | 1                     | 0                     | 14    | 1     |
| 1968                  | Dinamo Tbilissi       | D1                    | 19          | 1           | -                     | -                     | 19    | 1     |
| 1969                  | Dinamo Tbilissi       | D1                    | 1           | 0           | -                     | -                     | 1     | 0     |
| Total sur la carrière | Total sur la carrière | Total sur la carrière | 162         | 8           | 10                    | 1                     | 172   | 9     |

## Palmarès
Avec le Dinamo Tbilissi, il remporte le Championnat d'URSS en 1964. Il est également finaliste de la Coupe d'URSS en 1960.